# Неёлов, Юрий Васильевич
Ю́рий Васи́льевич Неёлов (род. 24 июня 1952, Салехард, Тюменская область) — советский и российский государственный и политический деятель, глава администрации Ямало-Ненецкого автономного округа в 1994—2010 годы.

## Биография
Родился 24 июня 1952 года в Салехарде. В 1974 году окончил Тюменский индустриальный институт по специальности «инженер-механик», в 1991 году — Академию управления[какую?]
- 1974—1976 гг. — механик, начальник автоколонны Салехардского авиапредприятия (Ямало-Ненецкий АО).
- 1976—1977 гг. — инструктор Ямало-Ненецкого окружного комитета ВЛКСМ (Ямало-Ненецкий АО).
- 1977—1978 гг. — первый секретарь Приуральского райкома ВЛКСМ (Ямало-Ненецкий АО).
- 1978—1982 гг. — второй, первый секретарь Ямало-Ненецкого окружного комитета ВЛКСМ (Ямало-Ненецкий АО).
- 1982—1983 гг. — секретарь Салехардского горкома ВЛКСМ (г. Салехард, Ямало-Ненецкий АО).
- 1983—1986 гг. — первый секретарь Тюменского обкома ВЛКСМ (г. Тюмень, Тюменская область).
- 1986—1987 гг. — второй секретарь Сургутского горкома КПСС (г. Сургут, Тюменская область).
- 1987—1990 гг. — председатель Сургутского райисполкома (г. Сургут, Тюменская область).
- 1990—1991 гг. — председатель Сургутского районного Совета народных депутатов (г. Сургут, Тюменская область).
- 1992—1994 гг. — заместитель главы администрации Тюменской области.
- 1994—2010 гг. — глава Ямало-Ненецкого автономного округа.
- В марте 1994 года избран в Совет Федерации ФС РФ от Ямало-Ненецкого АО. В Совете Федерации вошёл в состав комитета по делам Федерации, Федеративному договору и региональной политике.
- 13 октября 1996 года был избран на пост губернатора Ямало-Ненецкого автономного округа, получив около 70 % голосов избирателей.
- В январе 1996 года вошел в Совет Федерации второго созыва. Член Комитета СФ по делам Севера и малочисленных народов. До декабря 2001 года входил в Совет Федерации ФС РФ, был членом Комитета по делам Севера и малочисленных народов.
- 26 марта 2000 года переизбран на пост губернатора Ямало-Ненецкого АО. За него проголосовали 87,93 % избирателей.

Член Совета директоров РАО «Газпром» (избран на годовом собрании акционеров 26 июня 1998 года).
С 13 марта по 27 сентября 2002, с 27 сентября 2005 по 30 марта 2006 и с 25 мая по 29 ноября 2009 — член президиума Государственного совета Российской Федерации.
С марта 2010 года представитель в Совете Федерации Федерального Собрания Российской Федерации от исполнительного органа государственной власти Ямало-Ненецкого автономного округа.
В 1989 году избирался народным депутатом СССР по Сургутскому территориальному избирательному округу. Входил в состав Комиссии по вопросам транспорта, связи и информатики.

## Семья
Женат, сын Сергей бизнесмен. Сын — гражданин Швейцарии.

## Награды
- Орден «За заслуги перед Отечеством» III степени (24 февраля 2010 года) — за заслуги перед государством и многолетнюю добросовестную работу[7]
- Орден «За заслуги перед Отечеством» IV степени (22 июля 2002 года) — за большой личный вклад в социально-экономическое развитие региона и многолетний добросовестный труд[8]
- Орден Почёта (14 ноября 2022 года) — за достигнутые трудовые успехи и многолетнюю добросовестную работу[9]
- Орден Дружбы (4 июля 1997 года) — за заслуги перед государством, многолетний добросовестный труд и большой вклад в укрепление дружбы и сотрудничества между народами[10]
- Орден «Знак Почёта» (1986)[11]
- Медаль «В память 850-летия Москвы» (1997)[11]
- Медаль «За освоение недр и развитие нефтегазового комплекса Западной Сибири» (1980)[11]
- Лауреат Государственной премии в области науки и техники 1998 года — за цикл трудов «Прогноз, разведка и разработка газовых месторождений крайнего севера Сибири»[12]
- Благодарность Президента Российской Федерации (12 августа 1996 года) — за активное участие в организации и проведении выборной кампании Президента Российской Федерации в 1996 году[13]
- Благодарность Президента Российской Федерации (25 августа 2005 года) — за активное участие в работе Государственного совета Российской Федерации[14]
- Нагрудный знак МИД России «За вклад в международное сотрудничество» (26 декабря 2006 года) [15]
- Звание «Почётный гражданин Тюменской области» (24 мая 2018 года)
- Звание «Почётный гражданин Салехарда» (6 сентября 2000 года)
- В 2012 году именем Юрия Неёлова был назван самолёт Airbus А320-214 с бортовым номером VQ-BNR 1054[16]